# 北大五一九运动
北大五一九运动是1957年在北京大学发生的一场学生民主运动，北大学生响应当时大鸣大放的号召，纷纷贴大字报、演讲，辩论民主方面的各种问题，反右运动开始以后停止，很多参与者被打成右派，文化大革命后大多被平反。

## 过程
中国共产党于1956年4月提出“百花齐放、百家争鸣”的方针，到1957年4月又开展整风运动，与百花运动结合起来，开展一个“批评和自我批评的运动”，提出“知无不言，言无不尽；言者无罪，闻者足戒；有则改之，无则加勉”的原则，这被称为“大鸣大放”，北京大学的学生对此做出了自己的回应。
5月19日上午，北京大学历史系二年级二班的一群学生，率先在北大大饭厅的南墙上张贴了一张大字报，是关于即将召开的青年团全国第三届代表大会的代表问题，内容是：
我们怀着激动的心情，注视着团三大的召开。我们有如下问题需要校团委答复：一、我校的代表是谁？二、他是怎么产生的？三、我们有意见向何处反映？

历史系二年级二班一群团员和青年
接着又有人贴大字报提出“一个大胆的倡议”，建议开辟“民主墙”，这很快引起众多学生的反响，到晚上，以大小饭厅为中心的墙壁、报栏上已经贴满了大字报，据一份“新闻公报”统计，截至20日下午5时20分止已有大字报162张，晚上，北大党委书记江隆基代表党委宣布支持大字报。22日大字报更是大量增加，到处是辩论会、演讲台，学生们热情参与。26日，在清华大学召开北京市高校学校运动会，北大许多同学去清华宣传，要求大家互相支援，把民主运动开展起来。并进一步扩展到北京各大学，天津南开大学也参与进来。29日，北大一些学生成立“百花学社”，31日发表了宣言，表示在拥护社会主义前提下对任何问题都可以自由争鸣，并创办“广场”刊物，发表同学们的文章。。
反右运动开始以后，北大划了716名右派，这仍然被嫌太谨慎，数量不及清华，校党委书记江隆基被降职，1959年被调离北大。
一些比较突出的大字报和言论如下：
- 物理系谭天荣《第一株毒草》：“到现在为止，百家争鸣，百花齐放离我们无知的青年还有十万八千里，我们国家没有检查制度，可是一切报刊，（例如《人民日报》、中国青年和物理学报）的编辑们对马克思主义的绝对无知，对辩证法的一窍不通和他们形而上学的脑袋中装着的无限愚蠢，就是一道封锁真理的万里长城”
- 刘奇弟《胡风不是反革命》：要求政府释放胡风
- 中文系张元勋和沈泽宜的诗《是时候了》：“是时候了/年轻人/放开嗓子唱/.../让批评和指责/急雨般的落在头上/新生的草木/从不怕太阳照耀/我的诗/是一支火炬/烧毁一切/人世的藩离，/它的光芒无法遮拦/因为它的火种/来自——“五四”！！！”
- 法律系林希翎（程海果）的演讲：
  - 第一次演讲：“我过去也写过文章批判胡风，现在想起来真是幼稚，很可耻。现在看来加给他反革命罪名的根据是很荒谬的。胡风是对中央递意见书，怎能说这个意见书就是反革命的纲领呢？为什么向党中央提意见就是反革命呢？这是斯大林主义的方法。胡风的意见书基本上是正确的。
...我觉得公有制比私有制好，但我认为我们现在的社会主义不是真正的社会主义，如果是的话，也是非典型的社会主义。真正的社会主义应该是很民主的，但我们这里是不民主的，我管这个社会叫做在封建基础上产生的社会主义，是非典型的社会主义，我们要为一个真正的社会主义而斗争！
...现在共产党的官僚主义、主观主义、宗派主义很严重，我们不要以为共产党用整风的办法，采取改良主义的办法，向人民让点步就够了（群众轰她，少数人欢迎鼓掌），我知道有很多人愿意听我的话，但也有些人害怕我的讲话，我要讲下去。我经过研究，认为历史上所有的统治阶级都有一个共同点，他们的民主都有局限性，共产党的民主也有局限性，在革命大风暴中和人民在一起，当革命胜利了就要镇压人民，采取愚民的政策，这是最笨的办法。现在他们封锁新闻，例如北大如此轰轰烈烈，为什么报纸就不报道！（有部分群众鼓掌）人民群众不是阿斗，真正要解决问题只有靠历史创造者人民群众行动起来”。
  - 第二次演讲：“关于个人崇拜问题，我同意铁托同志的意见，个人崇拜与社会制度有关（不是指公有制和私有制的制度，而是指具体的制度），如庞大的官僚机构，产生了官僚主义分子。
...一个政党也好、一个人也好，进步的标准是能不能正确地反映社会发展的要求，能不能推动社会进步。不能的话，就是反动。斯大林在后期阻碍社会发展，因此是反动的。他杀了那么多人，如果不是斯大林的错误，二次大战不一定起（的）来。不是斯大林的错误，赫鲁晓夫领导的十万人也不会全死掉。
...斯大林的后期是反动的。毛主席可贵的一点在于他有辩证法的思想，善于发现错误，改正错误，总结经验，吸取教训。但并非他没有犯过错误。个人崇拜在中国也有，但毛主席很清醒，如他去年6月横渡长江，当时不让报道，可见他是谦虚的。主席写几首诗给诗刊，创刊词上有人评价，说主席不仅是伟大的政治家，也是伟大的诗人。我看主席看了一定会很生气，这话多么肉麻。有人说主席写的字最好，我看不见得。
...我说胡风不是反革命，...现在党也感到这是一个棘手的问题。我看主席在这个问题上犯了一点小小的错误。这也不足为奇，是受了斯大林的影响，加上客观上舒芜把他们以前的信发表了，结果就从文艺问题扩大到政治问题。”
- 王书瑶《从斯大林的错误中应得到的教训》：“斯大林错误的原因是什么呢？是因为他骄傲了。但是他可以破坏法制、进行独裁、进行疯狂地屠杀的保证又是什么呢？无论是苏联共产党，也无论是中国共产党都未能作出令人满意的答复。因为他们都不免统治者的共同弱点，他们害怕说出问题的原因，是由于共产党对国家政权的绝对控制，国家权力的高度集中。”
- 中文系陈爱文《关于社会主义制度》：“1954年订立宪法的时候，许多人忙于唱赞美诗，很少有人严肃地考虑，如何实施的问题，所以有1955年肃反中许多地方破坏法制现象的出现。...如果有人问你们标榜的是哪一种民主，我们答：是从‘五· 一九’开始的，在民主广场上自由讲坛上出现的，正在继续形成和发展的这样一种民主，不是硬搬苏联的形式，更不是贩卖西欧的形式，而是在今天的中国的社会主义土壤中土生土长的民主制度”
- 周大觉《论“阶级”的发展》：“一、新的阶级压迫，正在开始形成，惨状目不忍视。...二、随着旧阶级的消灭，新的阶级又起来了，自然这与旧的不同，它有独特的特点，粗略想来有以下几点：1.生产资料的占有关系，现在的占有已不同于资产阶级，他们是比较分散的，现在掌握政权的各党政军要人占全国人数比例很少，集体占有，美其名曰：“全民所有”这点现在一时不易看清楚的，如果看一看分配关系就更鲜明。2.分配，中央一级干部（或称万岁、九千岁、八千岁……）（或一品官，二品官……依此可排下去……）每月薪金500多元，也许农民比还恰当，即便以普通工人比较一般为40～60几元不等也不相差30多倍，据我所知在中国经济落后的情况下，即使中等资产阶级也没有如此大的纯收入，因为资本家他极大部分利润必须投回生产之中。...4.社会地位，宪法上名义上规定公民一律平等，然在日常生活中各种待遇（不论工作、学习、游玩、吃饭……）均论等级，显易可见不平等，一个小小的党支部书记可以呵斥直到无辜的斗争，施以肉刑（变相的），这和封建统治者对农民的态度有何区别？至少换了一个名义和方式罢了！5.官官相附（例如魏巍所揭露的）可见已开始自觉地形成一个社会集团，他们互相支持、包庇，有共同的经济、政治、社会地位、等特殊的利益。...三、你们会说现在工农生活不是提高了吗？对，我看到的，但提高了多少？实际上提高了多少？社会发展生产力不断提高，生活水平总是上升的趋势，这点从历史上看封建社会一般收入总比资本主义社会好……。我国工农收入几年来实际上增加不多，仅过吃饱不饿死的程度，倘使有人说以往半年吃糠吃不饱等等，来替现在社会分配、政治等不平等辩护的话，我要问：你也知道我们的眼向奴隶社会的方向看去还是向更合理的社会望去？...四、新的阶级矛盾和旧的不同，可以利用群众的压力和平的方法解决，必要时也可以通过暴力——到无可救药时。”
- 刘绩生《我要问、问、问？？？》：“根据已发表的言论来看，大体上可分为四种类型：①的确是反党反社会主义的；②尚需进一步研究的；③虽有错误但根本不是反社会主义的；④基本上是正确的。（由于篇幅限制，不能一一举例）对他们，特别是后三种言论，都应该实事求是的，肯定其“是”，否定其“非”。剔除其糟粕，吸取其精华。“沙里淘金”正是马克思主义者的态度。没有什么可以非难的（沙里如果真有金，为什么不该淘呢？）然而近来廉价的帽子满天飞，逆耳之言，一概被归为“反动言论”，“怒斥”，“警告”，“组织上的处分”……远远超过了针对言论本身的具体、客观的分析，试问这种做法，何以服人？我们是要把别人拉出泥坑？还是推进泥坑？不少人已被斥为“右派分子”，但是只要他们还是人民，那么他们在各方面与我们仍有同样的权利，这种权利应该得到大家的尊重。为什么不准他们发表文章、演说或进行反驳呢？”
- 谈谈《无阶级社会中人的等级》
- 《阿Q外传》
- 《儒林内史》
- 其他
  - 关于教学方面：求改革学制，开放全部禁书，改变考试制度，取消政治课必修制。（这一点引起强烈争论）反对盲目学习苏联，特别反对盲目崇拜苏联的教条主义（例如在苏联历史中明显的大国沙文主义的倾向）。关于选派留学生制度，大家坚决反对宗派主义的作法，要求公开考试，并提出出国攻读希望政府支持。
  - 关于学校工作：要求学校向本人公开人事材料，防止错材料造成不良后果。要求学校党委公开交待过去肃反运动中错斗了的问题。公布某些同学自杀的真实情况和真正原因。
  - 关于党、团、学生会工作：质问党委会，为什么对这次运动不管不问不积极领导。对青年团和学生会工作不民主，提出了大胆的批评。有人认为在这次运动中学生会主持辩论会的人有意压制鸣放，偏袒卫道者，有人指出学生会不代表学生利益，是党团的传声筒。
  - 关于国家和党的工作：有人对斯大林错误的根源提出了和“再论”不同的看法，有人论证中国同样有个人崇拜存在，对如何根除“三害”问题讨论特别热烈。基本上有两种不同的见解：一种认为除“三害”是只针对某些领导者个人缺点提出批评，不应讨论全党和国家大事；另一种认为“三害”产生的根源不仅是某些个人思想品质不好所造成，而是和我国政治制度某些环节的不合理有关。解决问题的关键就在于扩大社会主义民主，健全社会主义法制。后一种见解理由较充足有说服力，掌握了群众，成为运动的主流。